# Gotarrendura
Gotarrendura  és un municipi de la província d'Àvila, a la comunitat autònoma de Castella i Lleó. És el poble natal de Santa Teresa de Jesús.